# Cayo Valerio Potito (cónsul 331 a. C.)
Cayo o Gayo Valerio Potito  fue probablemente hijo o nieto del tribuno consular Cayo Valerio Potito Voluso y cónsul en el año 331 a. C., con Marco Claudio Marcelo.
Tito Livio señala que en algunos anales Valerio aparece con el cognomen «Potitus» y en otros con el de «Flaccus». Orosio, que menciona a Valerio, lo llama simplemente Valerio Flaco. Es probable que él fuera el primero de la familia que asumió el cognomen «Flaccus» y que sus descendientes dejaran de usar el otro. Si esta suposición es correcta, los Valerios Flacos, que se convertirían en una distinguida familia de la gens Valeria, habrían surgido de este individuo.